# Federico Páez
Federico Páez Chiriboga (né le 4 juin 1877 à Quito, mort le 9 février 1974 dans la même ville) est le président de l'Équateur de 1935 à 1937.